# Клара Балинт
Клара Балинт (1971) је мировна активисткиња и наставница, једна од иницијаторки мирног отпора мобилизацији у селу Трешњевац код Кањиже (Војводина, Србија). Била је чланица Кризног штаба у Трешњевцу и активна учесница једног од најдужих мировних протеста током 90их у Србији познатог као Духовна република Зицер, који је трајао од маја до августа 1992. године.

## Мобилизација као непосредан повод за отпор у Трешњевцу
С почетком рата у Хрватској Војводина је била посебно погођена масовношћу мобилизација. Почетком маја 1992. у село Трешњевац стигло је 220 позива за мобилизацију. Половина војно способног становништва села, у којем је живело мађарско становништво, добила је позиве. Било је планирано да их пошаљу на ратиште у Барању у Хрватској.
Наставница Клара Балинт тада је имала 21 годину и радила је у Дому здравља као медицинска сестра. Њен муж је био међу онима који су одведени на ратиште. Она је осетила потребу да нешто уради.

## Жене као организаторке мирног отпора
У локалном Дому здравља седам жена се организовало у намери да упути захтев властима да већ мобилисане врате са фронта, као и да спрече слање на фронт њихових чланова породице. То су биле Клара Балинт, Вероника Газдаг, Ержебет Кањо, Лаура Каваи, Илдико Бата (рођена Месарош), Естер Пекла и Гизела Теслић. Пријавиле су сеоски скуп локалним властима за 10. мај 1992. Позвали су директора школе Лајоша Балу, посланика Демократске заједнице војвођанских Мађара да заједно организују скуп против мобилизације.
Испред сеоске школе осим мештана окупили су се и политичари. На митингу су говорили: Лајош Бала, Клара Балинт, Ева Милер, Ненад Чанак, Андраш Агоштон, Золтан Варга и Бела Чорба.

### Захтеви скупа и реакција власти
На скупу су постављени следећи захтеви:
- прекид даље мобилизације
- враћање већ мобилисаних са фронта
- аболиција оних који су напустили земљу због мобилизације
- оснивање Лиге мира општине Кањижа. 
Захтеве су формулисале мајке, супруге и сестре које су организовале мировни скуп, а у њихово име их је прочитала Ержебет Кањо.
Скупу су се прикључили и мушкарци који су примили позиве за мобилизацију, а на крају се цело село прикључило протесту.
Истог поподнева кад је одржан скуп у селу, тенкови ЈНА опколили су Трешњевац. Тенковске цеви биле су уперене у правцу села. Селом се проширила вест да су тенкови напуњени и спремни да нападну село у случају немира. Мушкарци из села кренули су ка тенковима и почели да их броје. Било их је 92.

## Живот у ”Зицеру” као мировна акција
”Била је недеља и људи су се скупили на тргу, онда смо одлучили да мушкарци остану до даљег у локалном клубу. Нису долазили кући пуна четири месеца”.   Клара Балинт
После скупа мештани су одлучили да се не разилазе. На предлог Лајоша Бале, присутни војни обвезници и организаторке и организатори скупа отишли су у пицерију ”Зицер”. На лицу места организовали су кризни штаб, чији су чланови били: Вилмош Алмаши, Клара Балинт, Сретен Ханђа, Мариа Лукачи, Илдико Бата (Месарош), Петер Шаркањ и Лукач Сабо. Балу су изабрали за главног организатора. Обавештења о свом отпору слали су јавним личностима, политичарима/кама, новинарима/кама, уметницима/цама из мађарске заједнице у Војводини, али и медијима у Војводини, Мађарској, Србији, затим политичким, пре свега опозиционим организацијама, као и познаницима који су због рата напустили Војводину. Разлози одбијања рата имали су како етничку компоненту (”ово није наш рат”), тако и универзалне принципе мира и националне толеранције.

Следећег јутра било је више од 200 људи у пицерији Зицер и њеном дворишту, који се следећих месец и по дана неће враћати својим кућама. Митинг за мир тако је прерастао у једну од најдуготрајнијих мировних акција у Војводини.
”Сви смо говорили: ”Одлично, добро смо ово урадили”, али многи се нису усудили да нас и физички подрже. Добијали смо писма подршке. У сусретима с људима видели смо да су они на нашој страни, али страх је чинио своје.” Клара Балинт
Трибине и музички догађаји нису били довољни да одрже пажњу медија и локалног становништва. Због тога је Кризни штаб Трешњевца осмислио другу стратегију.

## Духовна република Зицер
Клара Балинт, Илдико Бата, Вилмош Алмаши и Лајош Бала дошли су на идеју да оснују Духовну републику Зицер. Духовна република Зицер трајала је од 10. маја до 20. августа 1992. кад је одржан последњи програм. Представљала је заједницу свих оних који желе мир без граница, територије и имовине. Имала је свој Устав, председника, амбасадоре и грб, а за химну је изабран Равелов ”Болеро”.
Ускоро су се мештанкама и мештанима Трешњевца придружили дезертери рата и приговарачи савести из околних места: Темерина, Сенте, Аде, Моравице, Малог Иђоша, итд. Понекад их је било и по 1000 у дворишту пицерије Зицер. Учесници протеста у једном од саопштења истакли су да су их подржавали и мештани из суседног села Велебита које је насељено српским становништвом. [2]
Свакодневицу станара ”Зицера” регулисао је кућни ред и расподела послова. Дане су проводили у заједничким активностима: разговорима, кувању, чишћењу, јелу, игрању билијара или шаха, писању саопштења или вести, организовању вечерњих догађаја и позивању гостију. Вече би било испуњено програмима: концертима, промоцијама часописа, литерарним вечерима, наступима глумаца, али и разговорима са политичарима/кама. У дворишту пицерије наступали су мађарски певачи и певачице, музички састави, позоришне трупе, песници и песникиње, новинари и новинарке из Војводине и Мађарске. ”Зицер” су посећивали становници других места Војводине. Духовна република постала је једина сигурна територија и место где људи нису осећали страх од рата. Њихова обавештења за јавност и писма друштвеним актерима од Уједињених нација преко Слободана Милошевића до Ерика Клептона, нису биле само обавештавање јавности о њиховим активностима, него су служила и грађењу заједнице.

## Резултати отпора
За време три месеца трајања Духовне републике није дошло до политичких преговора са властима, од надлежних органа није стигао ни један одговор на неко писмо или захтев. Власт је овај облик отпора игнорисала.
Успех Духовне републике Зицер у томе је што нико из Трешњевца није погинуо у рату и што су мобилизације заустављене. Вилмош Алмаши, први председник Духовне републике Зицер, осуђен је пред војним судом на четири месеца затворске казне, које је одлежао у Суботици, јер је одбио мобилизацију.
Муж лекарке Веронике Газдаг био је војни курир и одбио је да Трешњевчанима уручује позиве за мобилизацију. Због тога је и сам добио позив за мобилизацију, на који се није одазвао, због чега је осуђен на три месеца затвора.
Политички значај ове побуне траје и данас јер су мештанке и мештани Трешњевца  показали да је ненасилним стратегијама могуће блокирати ратне намере насилног режима. На обележавању 30 година отпора у Трешњевцу рекла Сташа Зајевић из Жена у црном цитирајући Гандија ”они су показали на дјелу да ни једна војска и ни једна полиција не може поразити вољу народа који је одлучан да се супротстави насиљу”.
Трешњевац је тако постао ”парадигма за артикулацију антимобилизацијског отпора” (Илдико Ердеи).
Жене у црном уз подршку мештана Трешњевца одржале су у селу два скупа Међународне мреже Жена у црном, 1993. и 1995. године, као и бројне семинаре и радионице.

## Улога жена Трешњевца у отпору мобилизацији
Жене Трешњевца имале су активну улогу у покретању отпора и организовању живота у оквиру Духовне републике Зицер. Неке од њих су том приликом први пут активно ушле у политичку сферу, схвативши да су способне за борбу, како је једна од иницијаторки рекла ”не оружјем, него речима.” Наслов чак два филма упућује на значајну улогу жена у овом отпору: репортажа Мађарске телевизије под насловом „Храбре Мађарице у јужнословенском рату” из 2017. године, као и документарног филма Иштвана Ковача из исте године, који носи наслов ”Устанак жена.”
“Мој муж није хтео да оде, одвели су га након десетог позива, на силу. Тешко смо то поднели и просто сам морала нешто да урадим. Сећам се да је незадовољство расло међу мештанима и знали смо да нешто морамо учинити, па смо се одлучили за овакав протест. Имали смо и мото: ”Међу кривцима саучесник је онај који ћути.” Реч је о цитату једног мађарског писца. Сад, после 20 година немам неке изразито упечатљиве слике у глави о тим данима, али осећај да сам барем нешто покушала да урадим врло јасно и дан-данас живи у мени. Верујем у такозвани ефекат лептира: да ситница, као што је покрет крила на једном месту, може да изазове тајфун на другом крају света.”  Клара Балинт

## Филмови
- Безусловност мира, Група за концептуалну политику, Нови Сад, 2022
- Berényi, Zsuzsa. 2017. A délszláv háború bátor magyar asszonyai. Budapest: Magyar Televízió, Kárpát Express, január 22. (срп. Храбре Мађарице у јужнословенском рату)
- Kovács, István 2017. Asszonyok lázadása. Budapest: Szupermodern Stúdió (срп. Устанак жена)
- Леђенац Маја, Бранислава Опрановић, Норберт Шинковић и Дарио Шпер. 2018. Нису ћутали. Нови Сад: НДНВ.
- Дарко Шпер. 2022. Против (б)ратова. Нови Сад: НДНВ.